# Uzreczcza (obwód miński)
Uzreczcza (biał. Узрэчча; ros. Узречье, Uzreczcza) – wieś na Białorusi, w obwodzie mińskim, w rejonie dzierżyńskim, w sielsowiecie Dobryniewo, nad Żeściem.